# Isua
Isua – grupa geologiczna położona w południowo-zachodniej Grenlandii, zawierająca najstarsze wystąpienia grafitu powstałego z węgla, według niektórych badaczy o genezie biologicznej. Jednocześnie są to jedne z najstarszych skał na Ziemi. W skałach pochodzenia wulkanicznego występują najstarsze zachowane struktury typu law poduszkowych.
Wiek grupy jest datowany metodami izotopowymi na 3,7–3,8 mld lat (archaik). Są to skały metamorficzne reprezentujące zmienione głównie skały wulkaniczne i rzadsze skały osadowe (piaskowce, mułowce), silnie przekształcone tektonicznie. Pas zieleńcowy Isua zawiera cztery główne litologie: ortognejsy, lawy poduszkowe, wstęgowe rudy żelaziste oraz perydotyty. Występowanie law poduszkowych świadczy o powstaniu skał wulkanicznych na dnie morza.
Wśród skał metamorficznych znaleziono grafit, będący efektem metamorfizmu pierwotnego węgla. Formułowano tezy, że węgiel ten pochodził z uwęglenia fotosyntetyzujących prokariontów (sinic?), jednak rozpatruje się też powstanie węgla z bulionu pierwotnego, kosmicznej materii organicznej lub na drodze niebiologicznej. Za organiczną genezą węgla z Isua przemawiają stosunki poszczególnych izotopów węgla w graficie, jednak nie dają one odpowiedzi na pytanie, czy pochodzi on z organizmów żywych, czy z innych, wyżej wspomnianych, źródeł organicznego węgla.